# El Salvador en los Juegos Olímpicos de Atlanta 1996
El Salvador estuvo representado en los Juegos Olímpicos de Atlanta 1996 por ocho deportistas, seis hombres y dos mujeres, que compitieron en cinco deportes.
El portador de la bandera en la ceremonia de apertura fue el yudoca Juan Carlos Vargas Barneond. El equipo olímpico salvadoreño no obtuvo ninguna medalla en estos Juegos.